# Прадес, Эдуард
Эдуард («Эду») Прадес Реверте (исп. Eduard Prades Reverte; род. 9 августа 1987, Таррагона, провинция Таррагона, Испания) — испанский профессиональный шоссейный велогонщик, выступающий за команду мирового тура «Movistar Team».

## Достижения
2010
1-й Grand Prix Macario
2-й Aiztondo Klasica
2011
1-й Aiztondo Klasica
1-й Santikutz Klasika
1-й — Этап 5 Тур Саламанки
1-й — Этап 3 Cinturó de l'Empordà
2-й Trophée Eusebio Vélez
3-й Кубок Испании по шоссейным велогонкам (любители)
2012
1-й Кубок Испании по шоссейным велогонкам (любители)
1-й Mémorial Valenciaga
1-й Santikutz Klasika
1-й — Этап 3 Volta a la província de València
3-й Volta ao Ribeiro
2013
1-й  Трофей Хоаким Агостиньо — Генеральная классификация
1-й — Этап 3
3-й Grand Prix Liberty Seguros
2014
1-й Grand Prix Abimota — Генеральная классификация
1-й — Этап 2
2-й Вольта Алентежу — Генеральная классификация
1-й — Этап 2
2015
1-й — Этап 8 Вольта Португалии
1-й Кубок Сабатини
5-й Джиро дель Эмилия
6-й Гран-при Бруно Бегелли
10-й Мемориал Марко Пантани
2016
1-й Классика Филадельфии
1-й — Этап 1 GP Beiras e Serra da Estrela
2017
5-й Кубок Сабатини
9-й Классика Примавера
9-й Кубок Бернокки
10-й Джиро ди Тоскана — Генеральная классификация
2018
1-й  Тур Турции — Генеральная классификация
1-й  Тур Норвегии — Генеральная классификация
2-й Тур Йоркшира — Генеральная классификация
3-й Вуэльта Кастилии и Леона — Генеральная классификация
4-й Тур Люксембурга — Генеральная классификация
4-й Гран-при Мигеля Индурайна
6-й Trofeo Lloseta-Andratx
9-й Тур Лимузена — Генеральная классификация
2019
1-й  Вуэльта Арагона
3-й Классика Примавера
8-й Тур Прованса — Генеральная классификация
1-й — Этап 2
9-й Вуэльта Мадрида
9-й Гран-при Индустрия и Артиджанато ди Ларчано
10-й Вуэльта Кастилии и Леона

## Статистика выступлений

### Гранд-туры
| Гранд-тур       | 2016 | 2017 | 2018 |
| --------------- | ---- | ---- | ---- |
| Джиро д’Италия  | —    | —    | —    |
| Тур де Франс    | —    | —    | —    |
| Вуэльта Испании | 127  | —    | 68   |

| —  | Не участвовал  |
| НФ | Не финишировал |